# Distrikt Tate
Der Distrikt Tate liegt in der Provinz Ica in der Region Ica im Südwesten von Peru. Der Distrikt wurde am 24. Juli 1964 gegründet. Er hat eine Fläche von 6,33 km². Beim Zensus 2017 wurden 4834 Einwohner gezählt. Im Jahr 1993 lag die Einwohnerzahl bei 3133, im Jahr 2007 bei 4101. Die Distriktverwaltung befindet sich in der 392 m hoch gelegenen Kleinstadt Tate de la Capilla mit 2625 Einwohnern (Stand 2017). Tate de la Capilla liegt 10 km südsüdöstlich vom Stadtzentrum der Regions- und Provinzhauptstadt Ica.

## Geographische Lage
Der Distrikt Tate liegt zentral in der Provinz Ica. Der Distrikt liegt in der Ebene östlich des nach Süden strömenden Río Ica. In der wüstenhaften Region werden bewässerte Landwirtschaft betrieben.
Der Distrikt Tate grenzt im Süden und im Westen an den Distrikt Santiago, im Norden an den Distrikt Pueblo Nuevo sowie im Osten an den Distrikt Pachacutec.